# Антоний (Фирлей)
Епи́скоп Анто́ний (укр. Єпископ Антоній, в миру Роман Иванович Фирлей, укр. Роман Іванович Фірлей; род. 16 сентября 1978, Лоевая, Ивано-Франковская область) — архиерей Православной церкви Украины, епископ Черниговский и Нежинский

## Биография
Родился 16 сентября 1978 года в Лоевой в Ивано-Франковской области в семье рабочих.
С 1984 по 1993 год учился в Лоевской общеобразовательной школе I—II ступеней, а с 1993 по 1995 год — в Делятинской общеобразовательной школе I—III ступеней.
В 1995 году поступил на обучение в Волынскую духовную семинарию Украинской православной церкви Киевского патриархата, которую окончил в 1999 году.
8 ноября 1998 года в Свято-Благовещенском храме Ковеля митрополитом Луцким и Волынским Иаковом (Панчуком) хиротонисан во диакона. 6 декабря 1998 года в Свято-Троицком соборе города Луцка митрополитом Луцким и Волынским Иаковом (Панчуком) был хиротонисан во пресвитера. Проходил служение в Кировоградской и Житомирской епархиях УПЦ КП.
В октябре 2011 года по благословению патриарха УПЦ КП Филарета (Денисенко) причислен к клиру Полтавской епархии, где проходил служение в качестве настоятеля Георгиевского прихода села Белоцерковцы Пирятинского района и секретаря управляющего Полтавской епархией.
21 мая 2012 года в Успенском соборе Полтавы возведён в достоинство протоиерея.
В 2012 году — сотрудник Синодального управления по делам молодёжи УПЦ КП.
5 декабря 2012 года по благословению патриарха УПЦ КП Филарета (Денисенко) зачислен в число братии Михайловского Златоверхого монастыря города Киева. По благословению епископа Вышгородского Агапита, наместника монастыря, нёс послушание эконома монастыря.
4 апреля 2013 года наместником монастыря епископом Вышгородским Агапитом (Гуменюком) пострижен в монашество с именем Антоний в честь преподобного Антония Печерского.
В 2013 году поступил в магистратуру Киевской православной богословской академии, которую окончил в 2015 году. В том же году поступил в аспирантуру КПБА.
21 апреля 2014 года ко дню святой Пасхи в Михайловском Златоверхом соборе патриархом УПЦ КП Филаретом (Денисенко) возведён в достоинство игумена.
2 мая 2016 года ко дню святой Пасхи патриархом УПЦ КП Филаретом (Денисенко) награждён крестом с украшениями. 2 апреля 2018 года патриархом УПЦ КП Филаретом (Денисенко) возведён в достоинство архимандрита.
23 мая 2022 года Синод ПЦУ избрал архимандрита Антония (Фирлея) епископом Бориспольским, викарием Киевской епархии.
1 июня 2022 года в Свято-Михайловском Златоверхом соборе, возглавлявшегося митрополитом Киевским и всея Украины Епифанием, состоялось наречение архимандрита Антония во епископа Бориспольского, викария Киевской епархии.
2 июня 2022 года в Михайловском Златоверхом соборе был хиротонисан во епископа Бориспольского. Хиротонию совершили: митрополит Епифаний (Думенко), митрополит Винницкий и Барский Симеон (Шостацкий), митрополит Симферопольский и Крымский Климент (Кущ), митрополит Переяславский и Вишневский Александр (Драбинко), архиепископ Черниговский и Нежинский Евстратий (Зоря), архиепископ Житомирский и Полесский Владимир (Шлапак), архиепископ Вышгородский Агапит (Гуменюк), епископ Белогородский Иоанн (Швец), епископ Запорожский и Мелитопольский Фотий (Давиденко), епископ Хмельницкий и Каменец-Подольский Павел (Юристый), епископ Богородчанский Феогност (Бодоряк).